# Panchlora tolteca
Panchlora tolteca är en kackerlacksart som beskrevs av Henri Saussure 1873. Panchlora tolteca ingår i släktet Panchlora och familjen jättekackerlackor. Inga underarter finns listade i Catalogue of Life.